# Tabernaemontana thurstonii
Tabernaemontana thurstonii är en oleanderväxtart som beskrevs av John Horne och John Gilbert Baker. Tabernaemontana thurstonii ingår i släktet Tabernaemontana och familjen oleanderväxter. Inga underarter finns listade i Catalogue of Life.